# Liste der Kellergassen in Zellerndorf
Die Liste der Kellergassen in Zellerndorf führt die Kellergassen in der niederösterreichischen Gemeinde Zellerndorf an.
Die Pillersdorfer Öhlbergkellergasse gilt als eine der authentischsten der größeren Kellergassen Niederösterreichs. Touristisch genutzt wird sie allerdings, so wie auch einige Kellergassen in Zellerndorf und Platt. Manche Kellergassen der Gemeinde werden durch Rad- und/oder Wanderwege erschlossen.
| Foto |                 | Kellergasse                              | Standort                   | Beschreibung |
| ---- | --------------- | ---------------------------------------- | -------------------------- | --- |
| ja   | Datei hochladen | Kellergasse Deinzendorf                  | KG: Deinzendorf Standort   | Die einseitige Kellergasse liegt im südwestlichen Hintaus in Hanglage. Sie besteht aus 36 Gebäuden, davon acht mit Wohnnutzung, auf 400 Metern Länge. |
| ja   | Datei hochladen | Rondelle / Kellerplatz                   | KG: Deinzendorf Standort   | Südlich vom Ortszentrum bilden eine große Scheune und ein Garten das Zentrum eines Platzes, um den herum in einer Mulde die Kelleranlagen angeordnet sind. Sie besteht aus 16 Gebäuden auf 130 Metern Länge. Die älteste Datierung ist von 1900. |
| ja   | Datei hochladen | Kellergasse Dietmannsdorf                | KG: Dietmannsdorf Standort | Am westlichen Ortsrand verläuft die einseitige Kellergasse parallel zur Landesstraße an einer Geländekante. Sie besteht aus 17 Gebäuden auf 300 Metern Länge. |
| BW   | Datei hochladen | Deinzendorfer Straße und bei der Kapelle | KG: Dietmannsdorf Standort | Im südlichen Hintaus und am südöstlichen Ortsrand befinden sich 27 mehrheitlich giebelständige Gebäude auf 250 Metern Länge in Hanglage. |
| ja   | Datei hochladen | Öhlbergkellergasse                       | KG: Pillersdorf Standort   | Die nordöstlich weit außerhalb des Ortes gelegene zweizeilige Öhlbergkellergasse mit ihren 44 teilweise 600 Jahre alten Kellern auf 400 Metern Länge zählt zu den authentischsten Kellergassen im Weinviertel. Dafür wurde sie bei einem Wettbewerb der „Probusinitiative“ ausgezeichnet. |
| ja   | Datei hochladen | Nusswald-Kellergasse                     | KG: Platt Standort         | Das südwestlich knapp außerhalb des Ortes inmitten eines Nusswaldes gelegene Kellergassensystem besteht aus einer beidseitigen Kellergasse in einem Graben und einer Gruppe von Kellern in einer Mulde. Es gibt auf 350 Metern Länge 41 Gebäude, mehrheitlich giebelständige Presshäuser, einige Kellereingänge mit Vorkappeln, und vereinzelt traufständige Presshäuser. Die älteste Datierung ist von 1905. |
| ja   | Datei hochladen | Leithen-Kellergasse                      | KG: Platt Standort         | Das Kellergassensystem am südöstlichen Ortsrand besteht aus drei einzeiligen Gassen, vorwiegend in Hanglage: dem Weg zum Friedhof, einem weiter verlaufenden Weg, und dem Verbindungsweg dieser beiden Gassen. Auf 700 Metern Länge befinden sich 61 Keller, mehrheitlich giebelständig. Die älteste Datierung ist von 1952. |
| ja   | Datei hochladen | Holzbrunn-Kellergasse                    | KG: Platt Standort         | Die kurze, aus neun trauf- und giebelständigen Presshäusern bestehende, südlich außerhalb des Ortes gelegene Kellergasse trägt ihren Namen nach einer Wasserentnahmestelle, die früher die Form eines hölzernen Ziehbrunnens hatte. |
| BW   | Datei hochladen |                                          | KG: Platt Standort         | Südlich außerhalb des Orts, etwa 300 Meter östlich der Holzbrunn-Kellergasse, befindet sich eine kurze einzeilige Kellerreihe. |
| ja   | Datei hochladen | Kellergasse Watzelsdorf                  | KG: Watzelsdorf Standort   | Die zweiseitige Kellergasse entlang der Pernersdorferstraße ist am Ostrand der Ortschaft. Ein Teil der Keller befindet sich nördlich der Straße unterhalb des Hanges. Insgesamt befinden sich hier 41 Gebäude auf 250 Metern Länge. Ein Presshaus am östlichen Ende der Kellergasse ist denkmalgeschützt. |
| ja   | Datei hochladen | Veitelbergkellergasse                    | KG: Watzelsdorf Standort   | Die beidseitige Einzelkellergasse befindet sich im südwestlichen Hintaus in Hanglage an einem Güterweg, der Watzelsdorf mit Zellerndorf verbindet. Sie umfasst 29 Gebäude auf 400 Metern Länge. |
| ja   | Datei hochladen | Veitelbergkellergasse                    | KG: Zellerndorf Standort   | Die beidseitige Kellergasse befindet sich im südöstlichen Hintaus an einem Güterweg nach Watzelsdorf, umgeben von Neubauten. Auf 100 Metern Länge befinden sich neun Keller. Die älteste Datierung ist von 1917. |
| ja   | Datei hochladen | Maulavern Kellergasse                    | KG: Zellerndorf Standort   | Die etwa 750 Meter lange und von Weingärten umgebene Kellergasse befindet sich am südwestlichen Ortsrand. Sie umfasst 126 Gebäude, die Mehrheit davon ist giebelständig. Die älteste Datierung ist von 1845. Ihre Bekanntheit verdankt die Kellergasse dem jährlich stattfindenden Kürbisfest und der Fernsehserie Julia – Eine ungewöhnliche Frau, in der zahlreiche Szenen zu sehen sind, die hier gedreht wurden. |
| ja   | Datei hochladen | Kellergasse Pillersdorfer Straße         | KG: Zellerndorf Standort   | Die beidseitige Kellergasse befindet sich nördlich außerhalb der Ortschaft entlang der L 1065. Schmidbaur fasste sie mit den Kellergassen Philipp und Jakob, Reichsgraben und Point zu einem Kellergassensystem von 1400 Metern Länge zusammen, das 117 mehrheitlich traufständige Keller umfasst. |
| ja   | Datei hochladen | Kellergasse Philipp und Jakob            | KG: Zellerndorf Standort   | Die Kellergasse Philipp und Jakob stellt die Ost-West-Verbindung zwischen der Reichsgraben Kellergasse und der Kellergasse Pillersdorfer Straße auf Höhe der Pfarrkirche von Zellerndorf nördlich außerhalb von Zellerndorf dar. Die Kirche ist den hll. Philipp und Jakob geweiht, davon leitet sich die Bezeichnung der Kellergasse ab. Schmidbaur fasste sie mit den Kellergassen Pillersdorfer Straße, Reichsgraben und Point zu einem Kellergassensystem von 1400 Metern Länge zusammen, das 117 mehrheitlich traufständige Keller umfasst. |
| ja   | Datei hochladen | Kellergasse Point                        | KG: Zellerndorf Standort   | Die Kellergasse Point ist die Verlängerung der Kellergasse Philipp und Jakob westlich der Kellergasse Pillersdorfer Straße, nordwestlich außerhalb der Ortschaft. In Richtung Westen stehen die Keller in immer lockerer Verbauung auf etwa 600 Metern Länge. Schmidbaur fasste diese Kellergasse mit den Kellergassen Philipp und Jakob, Reichsgraben und Pillersdorfer Straße zu einem Kellergassensystem von 1400 Metern Länge zusammen, das 117 mehrheitlich traufständige Keller umfasst.                                                   |
| ja   | Datei hochladen | Reichsgraben Kellergasse                 | KG: Zellerndorf Standort   | Die einseitige Kellergasse nördlich außerhalb des Ortes verläuft von der Pfarrkirche in nördliche Richtung. Schmidbaur fasste sie mit den Kellergassen Philipp und Jakob, Pillersdorfer Straße und Point zu einem Kellergassensystem von 1400 Metern Länge zusammen, das 117 mehrheitlich traufständige Keller umfasst. |

| Foto:                    | Fotografie der Kellergasse (Gesamtheit). Klicken des Fotos erzeugt eine vergrößerte Ansicht. Daneben finden sich zwei Symbole: \| Weitere Bilder vorhanden \| Das Symbol bedeutet, dass weitere Fotos des Objekts verfügbar sind. Durch Klicken des Symbols werden sie angezeigt. \| \| Eigenes Foto hochladen \| Durch Klicken des Symbols können weitere Fotos des Objekts in das Medienarchiv Wikimedia Commons hochgeladen werden. \| |
| Name:                    | Bezeichnung der Kellergasse |
| Standort:                | Es ist die Katastralgemeinde (KG) angegeben. Durch Aufruf des Links Standort wird die Lage der Kellergasse in verschiedenen Kartenprojekten angezeigt. |
| Beschreibung             | Kurze Beschreibung der Kellergasse |
| Weitere Bilder vorhanden | Das Symbol bedeutet, dass weitere Fotos des Objekts verfügbar sind. Durch Klicken des Symbols werden sie angezeigt. |
| Eigenes Foto hochladen   | Durch Klicken des Symbols können weitere Fotos des Objekts in das Medienarchiv Wikimedia Commons hochgeladen werden. |